# Global Santa Fe
Global Santa Fe é uma empresa norte-americana de serviços de perfuração de poços de petróleo.